# NGC 5878
NGC 5878 is een spiraalvormig sterrenstelsel in het sterrenbeeld Weegschaal. Het hemelobject werd op 30 april 1788 ontdekt door de Duits-Britse astronoom William Herschel.

## Synoniemen
- MCG -2-39-6
- UGCA 403
- IRAS 15109-1405
- PGC 54364